# Sabine Plönissen
Pour les articles homonymes, voir Plönissen.
Sabine Plönissen née le 16 janvier 1995, est une joueuse néerlandaise de hockey sur gazon. Elle évolue au poste de défenseure au AH&BC Amsterdam et avec l'équipe nationale néerlandaise.

## Carrière
- Elle a fait ses débuts en équipe première le 13 octobre 2021 contre la Belgique à Amsterdam lors de la Ligue professionnelle 2021-2022[1].

## Palmarès
- : 2e à la Ligue professionnelle 2021-2022.